# Vladimir Firm
Vladimir Firm (Zagreb, 5. lipnja 1923. – Zagreb, 27. studenog 1996.) bio je hrvatski nogometaš, osvajač srebrne medalje na Olimpijskim igrama u Helsinkiju 1952. godine. Igrao je na više pozicija u momčadi, najčešće u napadu. Zahvaljujući svojoj visini i skoku često je postizao pogotke glavom. Igrao je za zagrebačku Lokomotivu te za beogradski Partizan. Trenirao je nekoliko zagrebačkih klubova.

## Igračka karijera
Nogomet je počeo igrati u zagrebačkom Trnju. Od 1941. godine nastupa za zagrebački Željezničar. Nakon 1945. godine nastavlja karijeru u zagrebačkoj Lokomotivi. Na kratko od 1947. do 1948. igra za beogradski Partizan, a potom do 1956. godine opet za Lokomotivu. Od 1956. do 1957. igra za NK Zagreb. Od 1957. do 1959. Igra za njemački Frankfurt, a od 1959. do 1962. za švicarski Solothurn gdje je bio igrač i trener.

## Reprezentativna karijera
Za jugoslavensku reprezentaciju odigrao je tri utakmice (1947. – 1949.). Bio je u sastavu reprezentacije na svjetskom prvenstvu 1950. godine i na Olimpijskim igrama 1952. godine, ali nije igrao. Za zagrebačku reprezantaciju igrao je 16 puta.